# فيلقية مستروحة
الفيلقية المستروحة (الاسم العلمي: Legionella pneumophila) هي نوع من البكتيريا يتبع جنس الفيلقية. وهذه البكتيريا من المسببات الأساسية للأمراض البشرية، وهي العامل المسبب لداء الفيلقيات أو مرض الفيالقة.